# Oligomyrmex polyphemus
Oligomyrmex polyphemus är en myrart som beskrevs av Wheeler 1928. Oligomyrmex polyphemus ingår i släktet Oligomyrmex och familjen myror. Inga underarter finns listade i Catalogue of Life.